# Cytostome
Le cytostome est une invagination de la membrane plasmique de certains Eucaryotes unicellulaires (comme les Euglenophyta). Il peut être assimilé à la bouche des organismes multicellulaires, puisque les particules alimentaires y transitent avant d'être phagocytées. Le mot cytostome est formé à partir des racines grecques « κὑτος » (kutos), utilisée en biologie pour désigner ce qui se rapporte à la cellule, et « στὁμα » (stoma), la bouche.